# Gmina Nørre-Snede
Gmina Nørre-Snede (duń. Nørre-Snede Kommune) – w latach 1970–2006 (włącznie) jedna z gmin w Danii w ówczesnym okręgu Vejle Amt. 
Siedzibą władz gminy było miasto Nørre Snede. 
Gmina Nørre-Snede została utworzona 1 kwietnia 1970 na mocy reformy podziału administracyjnego Danii. Po kolejnej reformie w 2007 r. weszła w skład gminy Ikast-Brande.

## Dane liczbowe
- Liczba ludności: (♀ 3682 + ♂ 3584) = 7266
  - wiek 0-6: 9,0%
  - wiek 7-16: 14,2%
  - wiek 17-66: 61,7%
  - wiek 67+: 15,1%
- zagęszczenie ludności: 28,6 osób/km²
- bezrobocie: 4,0% osób w wieku 17-66 lat
- cudzoziemcy z UE, Skandynawii i USA: 142 na 10 000 osób
- cudzoziemcy z krajów Trzeciego Świata: 175 na 10 000 osób
- liczba szkół podstawowych: 2 (liczba klas: 40)